# Castle Rock (Dakota del Sur)
Castle Rock es una comunidad del condado de Butte, en el estado estadounidense de Dakota del Sur.

## Historia
En 1910 se estableció una oficina de correos llamada Castle Rock, que permaneció en funcionamiento hasta 1972. La comunidad tomó su nombre de Castle Rock Butte.
Hoy en día Castle Rock se agrupa alrededor de una granja situada en la autopista 79 de Dakota del Sur, aproximadamente a 17 millas al norte de Newell. 